# 발데마르 룬드
발데마르 룬드 옌센 (Valdemar Lund Jensen, 2003년 5월 28일 ~ )는 덴마크의 축구 선수이며, 몰데에서 센터백으로 뛰고 있다.